# Лекок, Жан-Поль
Жан-Поль Лекок (фр. Jean-Paul Lecoq) — французский политик, депутат Национального собрания Франции.

## Биография
Жан-Поль Лекок родился 13 октября 1958 года в Гавре. По профессии электрик. С 1972 года участвовал в движении молодых коммунистов, а в следующем году вступил в  Коммунистическую партию Франции. 
19 марта 1989 года Жан-Поль Лекок впервые избран членом совета города Гонфревиль-л’Орше и назначен вице-мэром по делам молодежи и культуры. Сменив Марселя Ле Миньо, он стал мэром этого города 11 июня 1995 года в возрасте 37 лет и переизбрался впоследствии в 2001, 2008 и 2014 годах. После избрания депутатом Национального собрания 18 июня 2017 года он ушел с поста мэра и вновь стал городским советником.
В 2001 году образовалась агломерация Гавр, в состав которой входил Гонфревиль-л’Орше. В том же году он стал вице-президентом этой агломерации, возглавляемой тогдашним мэром Гавра Антуаном Руфенаком. Этот пост он также занимал до июля 2017 года.
В июне 1998 года по списку коммунистов Жан-Поль Лекок был избран в Региональный Совет Верхней Нормандии, с 2004 года занимал пост вице-президента Регионального совета по вопросам здравоохранения. Подал в отставку в июле 2007 года после избрания депутатом Национального собрания.
В 2007 году при большой поддержке всего левого политического спектра Жан-Поль Лекок был избран депутатом Национального собрания Франции от 6-го избирательного округа департамента, победив во втором туре действующего депутата от правого Союза за народное движение Дени Мервиля. В период с 2007 по 2012 год, во время своего первого срока в Национальном собрании, Жан-Поль Лекок был членом парламентской группы «Левые демократы и республиканцы». В течение этого периода он подготовил два доклада, три законопроекта и подписал 124 законопроекта.
На выборах в Национальное собрание в 2012 году баллотировался по 8-му избирательному округу департамента Приморская Сена и занял в первом туре второе место, проиграв 83 голоса кандидату социалистов Катрин Троаллик, но снял свою кандидатуру во втором туре в соответствии с предвыборным соглашением между левыми партиями.
В 2015 году он избран в Совет департамента Приморская Сена от кантона Гавр-3.
В сентябре 2016 Жан-Поль Лекок заявил, что готов вновь выставить свою кандидатуру на выборах в Национальное собрание в 2017 году по 8-му избирательному округу департамента Приморская Сена. Во втором туре он получил 62,7 % голосов в борьбе с кандидатом президентского движения «Вперёд, Республика!» и вновь был избран депутатом Национального собрания Франции.
В Национальном собрании Жан-Поль Лекок вновь вошел в группу «Левые демократы и республиканцы» и стал членом комиссии по иностранным делам. Будучи депутатом, он активно занимается вопросами занятости в промышленном и портовом районах Гавра, ведет борьбу за интересы рабочих. В октябре 2017 он направил письмо премьер-министру и бывшему мэру Гавра Эдуару Филиппу с просьбой национализировать группу Lafarge, чтобы «сохранить промышленное производство и рабочие места во Франции».
Выступает за право народа Западной Сахары на самоопределение. Он трижды посещал Нью-Йорк для того, чтобы голосовать в поддержку сахарцев на сессиях Генеральной Ассамблеи ООН. 7 ноября 2010 года, когда он планировал отправиться в столицу Западной Сахары Эль-Аюн, чтобы убедиться на месте в эскалации насилия, марокканские власти не позволили ему покинуть аэропорт Касабланки и на следующий день депортировали его во Францию. Жан-Поль Лекок выступает против войны в Йемене и продажи Францией оружия Саудовской Аравии.
Весной 2020 года Жан-Поль Лекок объявил о намерении бороться за пост мэра Гавра. Он сформировал широкую коалицию левых сил из коммунистов, партии «Непокорённая Франция» и Génération.s Бенуа Амона. В первом туре муниципальных выборов список Лекока получил 35,9 % голосов, заняв второе место после правоцентристского списка бывшего мэра  и действовавшего премьер-министр Эдуара Филиппа. Во втором туре он получил 41,2 % и провел в городской совет Гавра 12 человек, составивших оппозицию победившему списку.
На выборах в Национальное собрание в 2022 году он баллотировался в восьмом округе департамента Приморская Сена как кандидат левого блока NUPES и сохранил мандат депутата, набрав во втором туре 65,8 % голосов. Был избран вице-председателем Комиссии по иностранным делам Национального собрания.

## Занимаемые выборные должности
1989 — 24.06.1995 — член совета, вице-мэр города Гонфревиль-л’Орше 

25.06.1995 — 06.07.2017 — мэр города Гонфревиль-л’Орше 

25.06.1998 — 15.07.2007 — член Регионального совета Верхней Нормандии 

20.06.2007 — 20.06.2012 —  депутат Национального собрания Франции от 6-го избирательного округа департамента Приморская Сена 

29.03.2015 — 02.07.2017 — член Совета департамента Приморская Сена от кантона Гавр-3 

с 21.06.2017 —  депутат Национального собрания Франции от 8-го избирательного округа департамента Приморская Сена 

07.07.2017 — 14.03.2020 — член совета города Гонфревиль-л’Орше 

с 28.06.2020 — член совета города Гавр 